# Pelargonium scabrum
Espèce
Classification phylogénétique

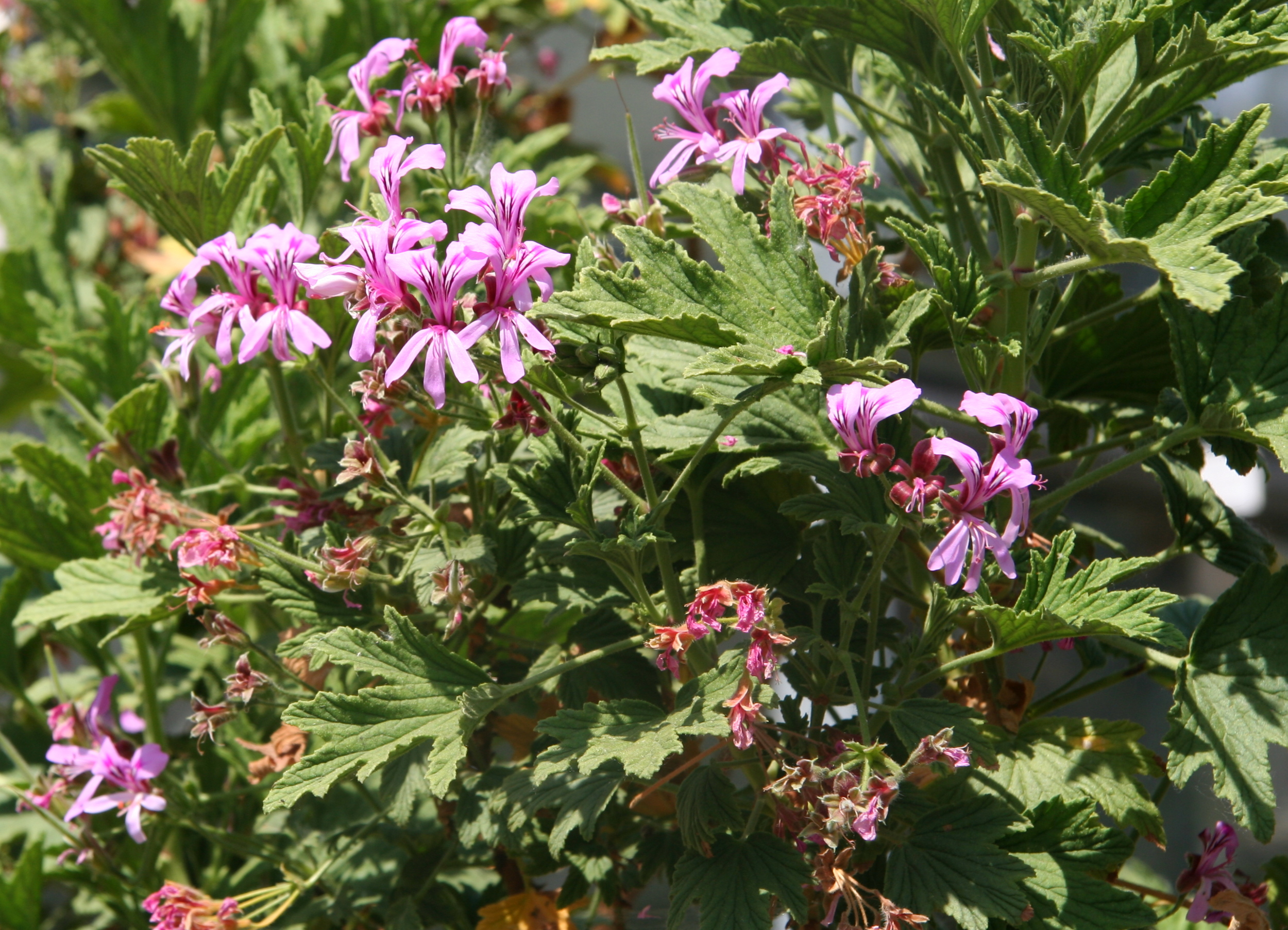
Pelargonium scabrum.

Pelargonium scabrum est une espèce de plantes à fleurs de la famille des Geraniaceae. C'est un arbrisseau odorant originaire d'Afrique du Sud où son nom nom vernaculaire est hoenderbos .

## Étymologie et histoire
Le nom générique Pelargonium, en latin scientifique, dérive du grec pelargós (πελαργός), désignant la cigogne, la forme de leur fruit évoquant le bec de l'échassier. L'épithète spécifique scabrum est une flexion du latin scaber « rude (au toucher), raboteux, hérissé » (Gaffiot).

## Description
Pelargonium scabrum est un arbrisseau érigé, branchu, faisant jusqu'à 1,20 m de haut.
Les feuilles sont hirsutes, rugueuses au toucher, palmées, à 3 lobes. Elles font jusqu'à 5 cm de diamètre et ont une odeur de citron avec des notes d'abricot.
L'inflorescence regroupe jusqu'à 6 fleurs. Les fleurs sont roses à blanches, jusqu'à 20 mm de diamètre. Les 2 pétales supérieurs sont tachés de magenta et parfois plus larges que les 3 pétales inférieurs. Le tube floral fait de 3 à 12 mm de long.
En Afrique du Sud, la floraison a lieu d'août à janvier.
Les graines sont produites durant l'automne (austral).
Synonyme : Pelargonium scabrum var. balsameum Harv.

## Distribution
Pelargonium scabrum pousse de Springbok dans le Namaqualand, dans la région côtière occidentale, au sud du Cap-Occidental et à Grahamstown dans le Cap-Oriental.
Il pousse généralement dans les milieux secs, sur les pentes gréseuses, ensoleillées.